# كاوري موموي
كاوري موموي (باليابانية: 桃井かおり) هي مغنية ومخرجة وممثلة يابانية، ولدت في 8 نيسان/أبريل 1952 في اليابان.

## الأعمال

### أفلام
| السنة | العنوان            | الدور         |
| ----- | ------------------ | ------------- |
| 1980  | كاغيموشا           | أوتسويانوكاتا |
| 1996  | فراشة خطافية الذيل | سوزوكينو      |
| 1997  | وقت الراديو        | تاكاكو ناكورا |
| 2005  | مذكرات فتاة الغيشا | الأم          |
| 2012  | إمبراطور           |               |
| 2017  | غوست إن ذا شيل     | هيري كوساناجي |

## روابط خارجية
- كاوري موموي على موقع IMDb (الإنجليزية)
- كاوري موموي على موقع قاعدة بيانات الأفلام العربية
- كاوري موموي على موقع ألو سيني (الفرنسية)
- كاوري موموي على موقع ميوزك برينز (الإنجليزية)
- كاوري موموي على موقع أول موفي (الإنجليزية)
- كاوري موموي على موقع قاعدة بيانات الأفلام السويدية (السويدية)
- كاوري موموي على موقع ديسكوغز (الإنجليزية)
- كاوري موموي على موقع قاعدة بيانات الفيلم (الإنجليزية)
- كاوري موموي على موقع كينوبويسك (الروسية)